# Kritiek, jaarboek voor socialistische discussie en analyse
Kritiek, jaarboek voor socialistische discussie en analyse is een Nederlandstalige academische uitgave en biedt ruimte aan artikelen van beschouwende, theoretische, historische en polemische aard over zaken die van belang zijn voor de huidige linkse beweging.

## Geschiedenis
Het jaarboek Kritiek werd voor het eerst uitgegeven in 1991. De toenmalige redactie bestond uit Wim Bot, Marcel van der Linden en Robert Went. Doel van het jaarboek was een platform te bieden voor linkse stromingen links van de sociaaldemocratie. Volgens de redactie maakte de val van de Berlijnse Muur herbezinning noodzakelijk. Kritiek moest dit proces ondersteunen. In de eerste uitgaven speelden vooral de duiding van het stalinisme en de discussie tussen liberalisme en sociaaldemocratie een grote rol. Er was echter ook aandacht voor de geschiedenis van de arbeidersbeweging en het feminisme. Aan het jaarboek droegen onder andere Ger Harmsen, Kees van der Pijl en Erik Meijer (politicus) bij. In 1995 verscheen het vijfde en laatste nummer.

## Herstart
Sinds 2008 verschijnt Kritiek opnieuw onder een nieuwe redactie. De serie werd aanvankelijk uitgegeven door uitgeverij Aksant en daarna door Amsterdam University Press. Sinds 2011 wordt het in eigen beheer uitgegeven.
De nieuwe serie concentreert zich onder andere op de huidige koers van de Socialistische Partij, de ideologie en politiek van het rechtspopulisme en het belang van organizing en empowerment voor linkse politiek.
Eind 2011 is het vierde nieuwe nummer van Kritiek verschenen. Dit nummer is geheel gewijd aan de mogelijkheden voor vernieuwing van de linkse beweging. Daarbij staan linkse ideologie, organizing en empowerment centraal. Het nieuwe nummer bevat onder andere bijdragen van Wim van Noort, Arjan Vliegenthart en Hans Pruijt.